# Likert-Skala
Die Likert-Skala (nach Rensis Likert, ausgesprochen ['lɪkɚt]) ist ein Verfahren zur Messung persönlicher Einstellungen. Die Skalen bestehen aus mehreren Items vom so genannten Likert-Typ. Diese sind Aussagen, denen die Befragten auf einer vorgegebenen mehrstufigen Antwortskala mehr oder weniger stark zustimmen oder die sie ablehnen können. Die Punktwerte der einzelnen Antworten werden addiert und ergeben so den Wert der Skala. Die Bezeichnung Likert-Skala ist nicht zu verwechseln mit der Antwortskala eines einzelnen Items vom Likert-Typ.

## Konstruktion

Beispielfragebogen

### Grundidee
Die methodische Überlegung ist folgende: Man interessiert sich für die Einstellung der Versuchsperson, ein bestimmtes Objekt betreffend. Alle dazugehörigen Items werden als strikt positive oder negative Aussagen formuliert. Der Likert-Skala liegt die Überlegung zu Grunde, dass die Versuchsperson die Aussage eines einzelnen Items umso mehr ablehnt, je weiter ihre Einstellung von der Formulierung des Items abweicht. In der Gesamtheit werden dann die Antworten auf den Grad der Einstellung abgebildet. Man erhofft sich durch diese Vorgehensweise eine methodisch haltbare Messung der Einstellung.
In der konkreten Ausführung eines Fragebogens bilden die Antwortmöglichkeiten für ein Item den Grad der Zustimmung oder Ablehnung der befragten Person zur Aussage des Items ab. Die möglichen Antworten sind als natürliche Zahlen kodiert und aufsteigend angeordnet.
Antworten auf die einzelnen Items einer Likert-Skala sind formal ordinal- beziehungsweise rangskaliert (und nicht kardinal), da nicht notwendigerweise angenommen werden kann, dass Testteilnehmer die verschiedenen Antwortmöglichkeiten als äquidistant wahrnehmen. Das Ergebnis für ein Likert-Skala-Item kann daher durch den Median oder Modus als Lageparameter zusammengefasst werden. Darüber, ob man auch den Mittelwert verwenden darf, gibt es unterschiedliche Auffassungen. Ist die Likert-Skala symmetrisch formuliert, sind die Werte quasimetrisch und können wie eine Intervallskala behandelt werden.
Ziel bei der Konstruktion der Items und Antwortmöglichkeiten ist es, eine Annäherung an die Äquidistanzforderung (gleiche Abstände zwischen den Antwortstufen) zu erreichen. Die Antwortmöglichkeiten werden daher meist symmetrisch formuliert (stimme vollständig zu, stimme eher zu, lehne weder ab noch stimme zu, lehne eher ab, lehne vollständig ab). Zudem wird ggf. auch durch eine Abbildung einer Itemskala mit den eingezeichneten Antwortmöglichkeiten die Wahrnehmung einer äquidistanten Skala unterstützt.
Die Summen der Likert-Items werden häufig als intervallskaliert verwendet.

## Gerade oder ungerade Anzahl von Antwortkategorien
Bei der Planung einer Erhebung mit einer Likert-Skala stellt sich die Frage, ob eine neutrale Mittelkategorie angeboten werden soll. Diese ist nur bei einer ungeraden Anzahl von Antwortmöglichkeiten möglich und erlaubt es den Befragten, keine Position zu beziehen. Untersuchungen zeigen, dass Befragte eine solche mittlere Option überwiegend sinnvoll nutzen und dadurch zuverlässigere Antworten geben. Die Möglichkeit, eine ausgewogene oder unentschiedene Haltung auszudrücken, verbessert die Qualität der Daten, ohne deren Aussagekraft zu verringern.
In der Praxis verwenden etwa 90 % der Erhebungen ungerade Skalen, meist mit fünf oder sieben Punkten. Diese Formate schneiden auch in Bezug auf Messgenauigkeit am besten ab. Eine gerade Anzahl von Antwortoptionen kommt vor allem dann zum Einsatz, wenn Befragte zu einer klaren Entscheidung motiviert werden sollen. Insgesamt gelten ungerade Skalen mit neutraler Mitte in den meisten Anwendungsbereichen als die geeignetere Wahl.

### Skalenkonstruktion
Es ist üblich, in einer quantitativen Pilotstudie eine große Anzahl von Items (Aussagen) zu testen. Items werden als ungeeignet angesehen, wenn sie zu wenige Unterschiede zwischen den Befragten aufzeigen. Ein Mangel ist es beispielsweise, wenn mehr als 80 % der Befragten einem Item maximal zustimmen oder es maximal ablehnen (Boden- und Deckeneffekt). Solche Items werden oft aussortiert.
Man kann weitere Items aufgrund zu geringer oder negativer Korrelation mit dem Gesamttestwert aussortieren, um zu einer möglichst eindimensionalen Skala zu kommen (siehe Cronbachs Alpha).

## Anwendungsgebiete
Verwendung finden Likert-Skalen in Fragebogenerhebungen insbesondere in der empirischen Sozial-, Markt- und Wahlforschung und der Psychologie.

## Beispiel
Angenommen, es soll die Einstellung zu Off-Road-Autos gemessen werden. Aufgrund theoretischer Überlegungen werden dazu unter anderem folgende Items verwendet:
- Item 1: Off-Road-Autos sind meistens recht unbequem.
- Item 2: Für normale Straßen eignen sich Off-Road-Autos wenig.

Antwortmöglichkeiten (zugeordnete Codes):
- Variante 1: trifft zu (1), trifft eher zu (2), teils-teils (3), trifft eher nicht zu (4), trifft nicht zu (5)
- Variante 2: trifft zu (1), trifft eher zu (2), trifft eher nicht zu (3), trifft nicht zu (4)

Eine Aussage und die auf der Antwortskala gewählte Zahl stellen somit einen Indikator für die Einstellung dar. Ziel ist es, eine konsistente und trennscharfe Finalskala beziehungsweise Itemmenge zu bilden, mit der ein möglichst valides (gültiges) Ergebnis zur untersuchten Fragestellung erzielt werden kann.